# Communauté de communes du Pays de Niederbronn-les-Bains
La communauté de communes du Pays de Niederbronn-les-Bains est une des intercommunalités qui composent le Pays de l'Alsace du Nord, située dans la collectivité européenne d'Alsace ; elle comporte 13 communes membres.

### Établissements publics de coopération intercommunale limitrophes

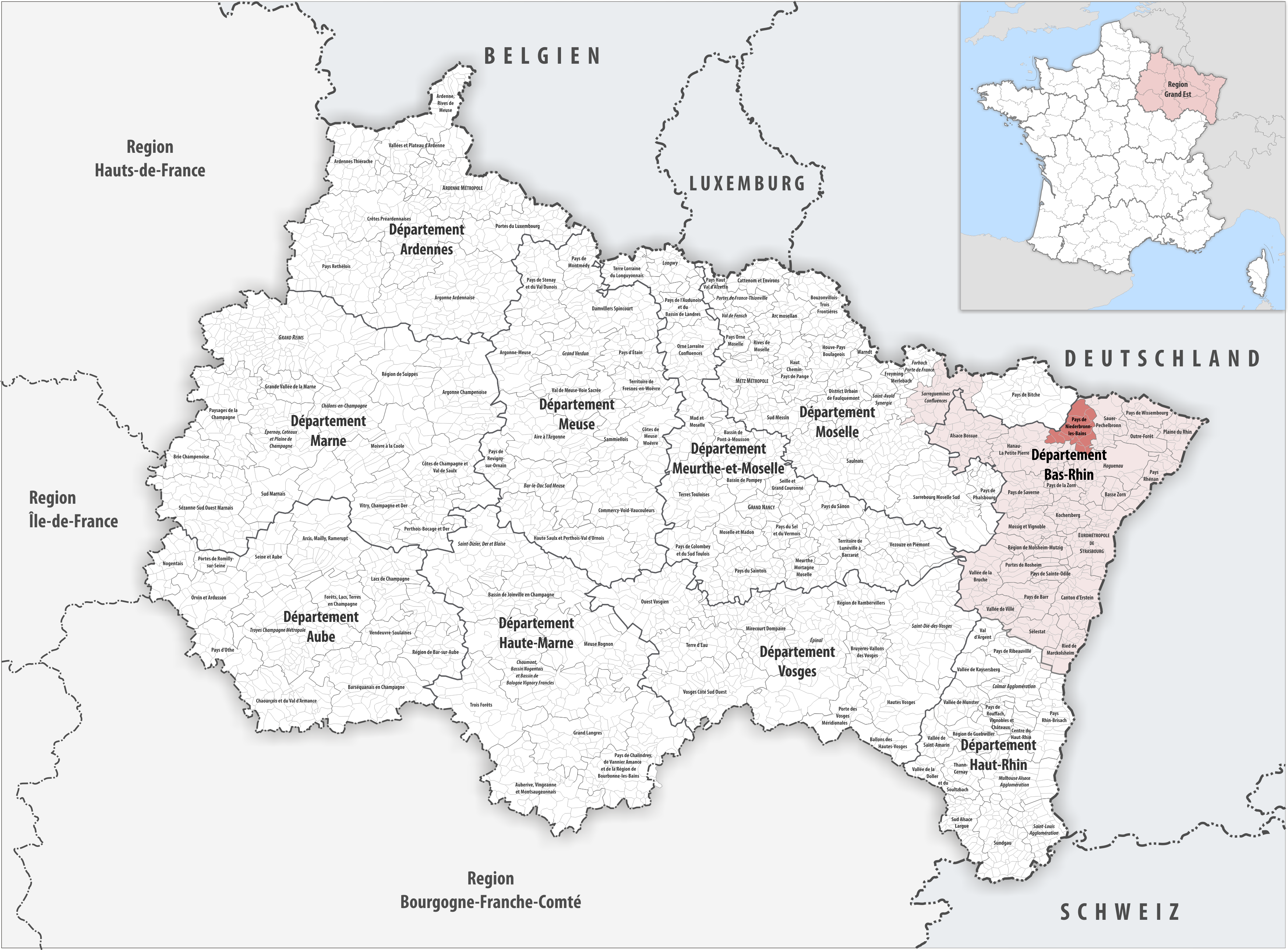
Communauté de communes du Pays de Niederbronn-les-Bains au sein du Grand Est.

## Histoire
La communauté de communes du Pays de Niederbronn-les-Bains a été créée le 16 décembre 1998 et fait suite à un syndicat intercommunal à vocation unique (SIVU) dénommé "syndicat de développement du canton de Niederbronn-les-Bains" créé en 1990.

## Territoire communautaire

### Géographie
- Le Parc naturel régional des Vosges du Nord compte 111 communes dont 37 en Moselle et 74 dans le Bas-Rhin, d'une population totale de 90 000 habitants, 22 communes associées[2] et 11 villes portes[3], dont 8 au sein de la Communauté de communes du Pays de Niederbronn-les-Bains :

Dambach, Niederbronn-les-Bains, Oberbronn, Offwiller, Reischshoffen, Rothbach, Windstein, Zinswiller.
En cours : Gundershoffen, située aux pieds du Parc naturel régional des Vosges du Nord, elle est associée au syndicat du Parc depuis 2022. En 2026, elle devra statuer sur son adhésion ou non en tant que membre.
- Forêts du parc naturel régional des Vosges du Nord.
- Niederbronn-les-Bains, Reichshoffen,... sont situées dans la Réserve de biosphère transfrontière des Vosges du Nord-Pfälzerwald[5].

### Composition
La communauté de communes est composée des 13 communes suivantes :

| Nom                           | Code Insee | Gentilé             | Superficie (km2) | Population (dernière pop. légale) | Densité (hab./km2) |
| ----------------------------- | ---------- | ------------------- | ---------------- | --------------------------------- | ------------------ |
| Niederbronn-les-Bains (siège) | 67324      | Niederbronnois      | 31,4             | 4 372 (2022)                      | 139                |
| Dambach                       | 67083      | Dambachois          | 30,5             | 755 (2022)                        | 25                 |
| Gumbrechtshoffen              | 67174      | Gumbrechtshoffenois | 5,74             | 1 109 (2022)                      | 193                |
| Gundershoffen                 | 67176      | Gundershoffenois    | 17,55            | 3 808 (2022)                      | 217                |
| Mertzwiller                   | 67291      | Mertzwillerois      | 6,96             | 3 367 (2022)                      | 484                |
| Mietesheim                    | 67292      | Mietesheimois       | 8,49             | 669 (2022)                        | 79                 |
| Oberbronn                     | 67340      | Oberbronnois        | 21,15            | 1 416 (2022)                      | 67                 |
| Offwiller                     | 67358      | Offwillerois        | 15,92            | 807 (2022)                        | 51                 |
| Reichshoffen                  | 67388      | Reichshoffenois     | 17,64            | 5 407 (2022)                      | 307                |
| Rothbach                      | 67415      | Rothbachois         | 7,99             | 468 (2022)                        | 59                 |
| Uttenhoffen                   | 67502      | Uttenhoffenois      | 1,95             | 218 (2022)                        | 112                |
| Windstein                     | 67536      | Windsteinois        | 11,97            | 173 (2022)                        | 14                 |
| Zinswiller                    | 67558      | Zinswillerois       | 7,14             | 722 (2022)                        | 101                |

### Pôle d'équilibre territorial et rural
La communauté de communes, conjointement avec la communauté d'agglomération de Haguenau, les communautés de communes du Pays de Wissembourg, de la Basse-Zorn, de l'Outre-Forêt et  Sauer-Pechelbronn, forme le pôle d'équilibre territorial et rural (PETR) de l'Alsace du Nord.

### Démographie
| 1968   | 1975   | 1982   | 1990   | 1999   | 2006   | 2011   | 2016   | 2022   |
| ------ | ------ | ------ | ------ | ------ | ------ | ------ | ------ | ------ |
| 20 742 | 21 801 | 22 313 | 22 552 | 22 898 | 23 536 | 23 484 | 23 359 | 23 291 |

## Administration

### Siège
Le siège de la communauté de communes est situé à Niederbronn-les-Bains, 5 place du Bureau central.

### Tendances politiques
| Commune               | Maire                 | Étiquette | Étiquette |
| --------------------- | --------------------- | --------- | --------- |
| Dambach               | Joël Herzog           |           | LR        |
| Gumbrechtshoffen      | Estelle Duchmann      |           | SE        |
| Gundershoffen         | Victor Vogt           |           | DVD       |
| Mertzwiller           | Michel Schweighoeffer |           | SE        |
| Mietesheim            | Jean-Marie Ott        |           | SE        |
| Niederbronn-les-Bains | Anne Guillier         |           | DVD       |
| Oberbronn             | Patrick Bettinger     |           | SE        |
| Offwiller             | Patrice Hilt          |           | DVD       |
| Reichshoffen          | Hubert Walter         |           | LR        |
| Rothbach              | Pascal Klein          |           | SE        |
| Uttenhoffen           | Thomas Bauer          |           | SE        |
| Windstein             | Steeve Omphalius      |           | SE        |
| Zinswiller            | Christophe Wernert    |           | SE        |

### Conseil communautaire
Les 39 conseillers titulaires sont ainsi répartis selon le droit commun comme suit : 
| Nombre de délégués | Communes                                         |
| ------------------ | ------------------------------------------------ |
| 8                  | Reichshoffen                                     |
| 6                  | Niederbronn-les-Bains                            |
| 5                  | Gundershoffen, Mertzwiller                       |
| 3                  | Oberbronn                                        |
| 2                  | Dambach, Gumbrechtshoffen, Offwiller, Zinswiller |
| 1                  | Mietesheim, Rothbach, Uttenhoffen, Windstein     |

### Élus
La communauté de communes est administrée par son conseil communautaire constitué en 2020 de 39 conseillers communautaires, qui sont des conseillers municipaux représentant chacune des communes membres.
À la suite des élections municipales de 2020 dans le Bas-Rhin, le conseil communautaire du 8 juin 2020 a élu son président, Patrice Hilt, maire d'Offwiller, ainsi que ses 6 vice-présidents. À cette date, la liste des vice-présidents est la suivante :
|     | Attributions                                       | Identité          | Qualité                           |
| --- | -------------------------------------------------- | ----------------- | --------------------------------- |
| 1er | Économie, attractivité territoriale et touristique | Hubert Walter     | Maire de Reichshoffen             |
| 2e  | Développement durable et éco-tourisme              | Anne Guillier     | Maire de Niederbronn-les-Bains    |
| 3e  | Travaux et équipements                             | Daniel Beck       | Adjoint au maire de Gundershoffen |
| 4e  | Habitat, urbanisme et NTIC                         | Valérie Denni     | Adjointe au maire de Mertzwiller  |
| 5e  | Finances et ressources humaines                    | Patrick Bettinger | Maire d'Oberbronn                 |
| 6e  | Services et solidarités                            | Jean-Marie Ott    | Maire de Mietesheim               |

Ensemble, ils forment le bureau communautaire pour la période 2020-2026.

### Liste des présidents
| Période                                  | Période                   | Identité     | Étiquette | Qualité                                 |
| ---------------------------------------- | ------------------------- | ------------ | --------- | --------------------------------------- |
| Les données manquantes sont à compléter. |                           |              |           |                                         |
| 1995                                     | 8 juin 2020               | Fernand Feig | PR        | Maire de Gumbrechtshoffen (1983 → 2020) |
| 8 juin 2020                              | En cours (au 9 juin 2020) | Patrice Hilt | DVD       | Maire d'Offwiller (2008 → )             |

Par arrêté préfectoral en date du 23 octobre 2020, Fernand Feig est nommé président honoraire de la communauté de communes.

### Compétences
La Communauté de communes du Pays de Niederbronn-les-Bains a été créée le 16 décembre 1998 par arrêté préfectoral. Elle regroupe 13 communes de l’Alsace du Nord, soit près de 24 000 habitants.
L'intercommunalité exerce les compétences qui lui ont été transférées par les communes membres, dans les conditions définies par le code général des collectivités territoriales :
- Compétences obligatoires,
- Compétences optionnelles,
- Ses autres compétences.

### Médias locaux de proximité
- Les Dernières Nouvelles d'Alsace est un journal de presse quotidienne régionale (PQR), basé à  Strasbourg. Il consacre régulièrement des articles à l’actualité intercommunale[12].
- La télévision locale du Pays de Niederbronn-les-Bains tv3v

### Budget et fiscalité 2023
En 2023, le budget de la communauté de communes était constitué ainsi :
- total des produits de fonctionnement : 8 904 000 €, soit 375 € par habitant ;
- total des charges de fonctionnement : 8 037 000 €, soit 339 € par habitant ;
- total des ressources d'investissement : 2 411 000 €, soit 102 € par habitant ;
- total des emplois d'investissement : 3 558 000 €, soit 150 € par habitant ;
- endettement : 1 262 000 €, soit 53 € par habitant.

Avec les taux de fiscalité suivants :
- taxe d'habitation (dont THLV et GEMAPI) : 9,95 % ;
- taxe foncière sur les propriétés bâties (dont GEMAPI) : 1,87 % ;
- taxe foncière sur les propriétés non bâties (dont GEMAPI) : 4,88 % ;
- taxe additionnelle à la taxe foncière sur les propriétés non bâties : 45,11 % ;
- cotisation foncière des entreprises (fiscalité additionnelle - dont GEMAPI) : 0,00 % ;
- cotisation foncière des entreprises (fiscalité prof. unique ou de zone dont GEMAPI) : 20,37 % ;
- cotisation foncière des entreprises (fiscalité des éoliennes - dont GEMAPI) : 0,00 %.

(nb : GEMAPI : Gestion des milieux aquatiques et prévention des inondations)

## Transports
La communauté de communes est devenue autorité organisatrice de la mobilité (AOM).

### Transports à la demande
- Le service de Transport Intercommunal du Pays de Niederbronn-les-Bains (TI'GO)[14].

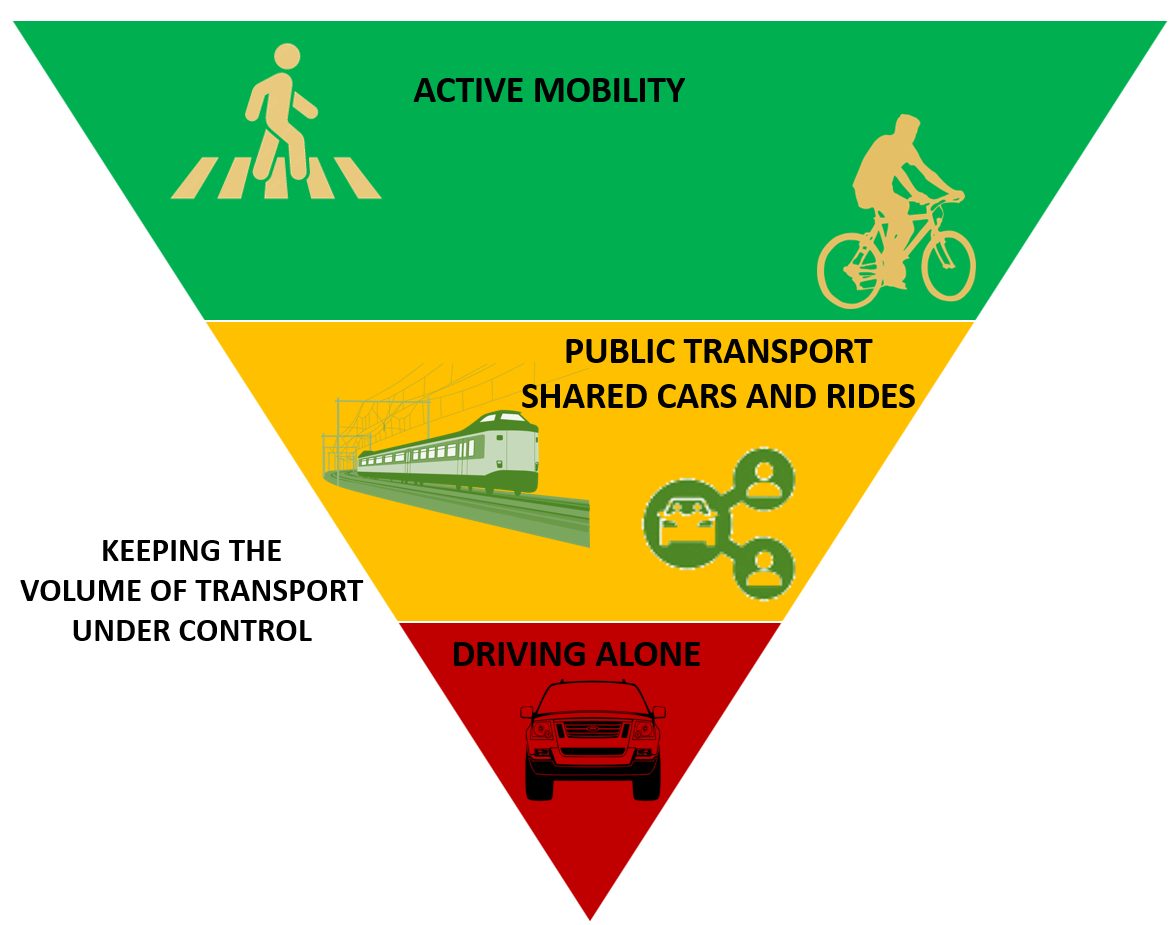
Pyramide de la mobilité, proposée par le projet européen Share North.

### Impact énergétique et climatique
| -                              | Transports routiers | Autres transports |
| ------------------------------ | ------------------- | ----------------- |
| Carburant (GWh)                | 105                 | 1                 |
| Électricité (GWh)              | 0                   | 0                 |
| Gaz à effet de serre (ktéqCO2) | 26                  | 0                 |

## Énergie et climat
Dans le cadre du schéma régional d'aménagement, de développement durable et d'égalité des territoires (SRADDET) du Grand Est, ATMO Grand Est tient à jour les statistiques énergétiques  des établissements publics de coopération intercommunale de la collectivité européenne d'Alsace sous forme de diagramme de flux.
L'énergie finale annuelle, consommée en 2021, est exprimée en gigawatts-heures,.
| -                          | GWh |
| -------------------------- | --- |
| Électricité                | 174 |
| Carburants ou combustibles | 421 |
| Chaleur primaire           | 29  |

L'énergie produite en 2021 est également exprimée en gigawatts-heures.
| -                          | GWh |
| -------------------------- | --- |
| Électricité                | 1   |
| Carburants ou combustibles | 213 |
| Chaleur primaire           | 26  |

Les gaz à effet de serre sont exprimés en kilotonnes équivalent CO2.
| -                     | ktéqCO2 |
| --------------------- | ------- |
| Liées à l'énergie     | 88      |
| Non liées à l'énergie | 14      |

## Projets et réalisations
- Le développement de la fibre optique[18],
- Soutien aux associations ayant leur siège et leurs activités dans le périmètre communautaire, évoluant dans un cadre national et proposant régulièrement des activités à destination de la jeunesse ou des personnes âgées, et couvrant l’ensemble du périmètre communautaire ou ayant pour le moins un impact sur le périmètre de plusieurs communes[19],
- Service commun carte d'identité et passeport[20],
- Ateliers numériques[21],
- Office du tourisme intercommunautaire de l'Alsace verte[22].
- Ouverture d'un espace France services.
- Projet de création d'un Pays d'art et d'histoire, dont le principe a été acté le 3 juillet 2023[23].
- Installation de 16 "Totems interactifs" pour une mise en service prévue pour le début de 2024, proposant aux habitants et aux touristes un accès direct et permanent vers une multitude de données[24].
- La théâtralisation des gares, portes d'entrée des territoires (Gundershofen, Mertzwiller, Niederbronn-les-Bains et Reichshoffen)[25].
- Actions en faveur des "Trames vertes et bleues", réservoirs de biodiversité et de réhabilitation des continuités écologiques (Gundershoffen Mertzwiller, Mietesheim, Niederbronn-les-Bains, Oberbronn, Offwiller, Reichshoffen, Rothbach et Uttenhoffen)[26].